# تپه هرس
تپه هرس مربوط به عصر برنز ـ هزاره اول (پیش از میلاد) است و در شهرستان تکاب، بخش مرکزی، دهستان کرفتو، روستای قوجه واقع شده است. این اثر در تاریخ ۳۰ دی ۱۳۸۵ با شمارهٔ ثبت ۱۶۷۹۹ به عنوان یکی از آثار ملی ایران به ثبت رسیده است.